# Veliki Krčimir
Veliki Krčimir (izvirno srbsko Велики Крчимир) je naselje v Srbiji, ki upravno spada pod Občino Gadžin Han; slednja pa je del Niškega upravnega okraja.

## Demografija
V naselju živi 445 polnoletnih prebivalcev, pri čemer je njihova povprečna starost 59,3 let (56,9 pri moških in 61,5 pri ženskah). Naselje ima 243 gospodinjstev, pri čemer je povprečno število članov na gospodinjstvo 1,92.
To naselje je, glede na rezultate popisa iz leta 2002, večinoma srbsko.
|  |

| Demografija | Demografija     | Demografija     |
| Leto        | Št. prebivalcev | Št. prebivalcev |
| ----------- | --------------- | --------------- |
|             |                 |                 |
|             |                 |                 |
|             |                 |                 |
|             |                 |                 |
| 1948        | 1661            |                 |
| 1953        | 1696            |                 |
| 1961        | 1594            |                 |
| 1971        | 1347            |                 |
| 1981        | 1120            |                 |
| 1991        | 749             | 689             |
| 2002        | 518             | 466             |
|             |                 |                 |

| Etnična sestava po popisu iz leta 2002 | Etnična sestava po popisu iz leta 2002 | Etnična sestava po popisu iz leta 2002 | Etnična sestava po popisu iz leta 2002 | Etnična sestava po popisu iz leta 2002 |
| -------------------------------------- | -------------------------------------- | -------------------------------------- | -------------------------------------- | -------------------------------------- |
| Srbi                                   | Srbi                                   |                                        | 454                                    | 97,42%                                 |
| Romi                                   | Romi                                   |                                        | 7                                      | 1,50%                                  |
| Neznano                                | Neznano                                |                                        | 1                                      | 0,21%                                  |